# Man ser inte Köpenhamn idag
Man ser inte Köpenhamn idag av Fredrik Zander är en radiopjäs från 2002. Pjäsen är en slutproduktion från Dramatiska Institutet och är en fingerad dokumentär om en lätt förståndshandikappad kille i 20-årsåldern som heter Jens. Dokumentärmakaren intervjuar Jens och pratar om utanförskap, om viljan att sticka ut och vara annorlunda på ett positivt sätt samtidigt som han bär en längtan efter att vara som alla andra. Samtalen leder till negativa spiraler som snart verkar gå överstyr. Pjäsen sändes i Sveriges Radio P1 2004.
"Man ser inte Köpenhamn idag" är flerfaldigt nominerad vid bland annat Prix Europa och Prix Italia.